# دين غرانت
دين غرانت (بالإنجليزية: Dean Grant)‏ هو لاعب اتحاد الرغبي جنوب أفريقي، ولد في 18 مارس 1989 في جوهانسبرغ في جنوب أفريقيا.